# 惠化圣堂

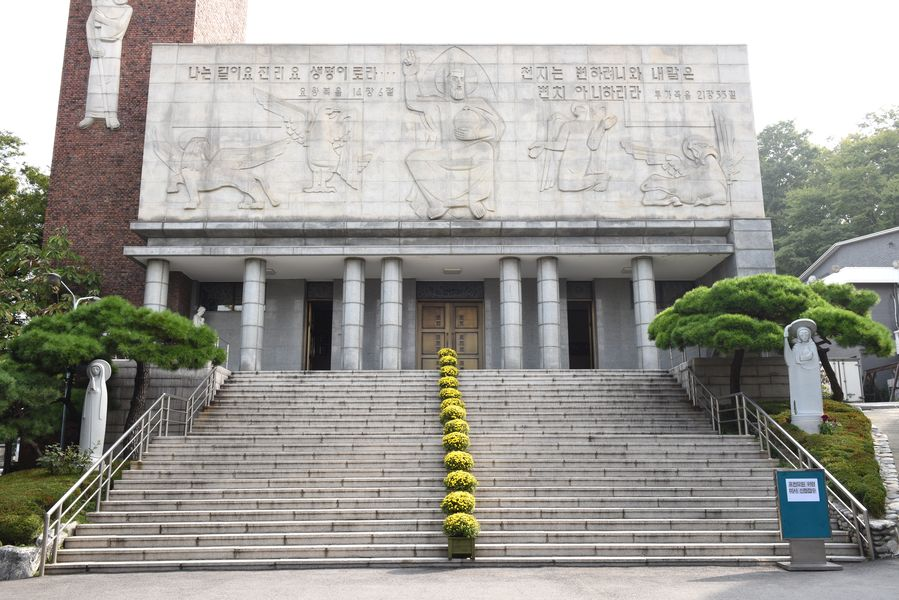

惠化圣堂（혜화동성당）是一座罗马天主教教堂，位于首尔钟路区惠化洞。2006年3月2日，已列为韩国登录文化财产。

## 历史
1927年4月29日，成立惠化洞堂区，由巴黎外方传教会的伯多禄神父主持，使用原白洞本笃会修道院建筑。1960年，建造了新教堂，由李喜泰设计。
该堂立面用矩形花岗岩石材装饰，上方是花岗岩石浮雕《最后的审判》，由首尔国立大学的金世中教授雕刻于1961年，耶稣位于中心。在祭台前的右墙上，有一幅《103位殉道圣人像》（285厘米×330厘米）。

## 출처
- 네이버 지식백과